# Вопросы философии
«Вопро́сы филосо́фии» — советский и российский научно-теоретический философский журнал. Издаётся в Москве с июля 1947 года. Выпускается под руководством Президиума Российской академии наук. Входит в базу «Arts & Humanities Citation Index» на платформе Web of Science.

## История
Издание считается преемником журнала «Под знаменем марксизма», выходившего в Москве в 1922—1944 годах. Периодичность выхода: первоначально — 3 раза в год; с 1951 года — 6 раз в год, с 1958 года издаётся ежемесячно.
Тираж в 1971 году около 40 тыс. экз.; в 2007 году — около 3 тыс. экз. В советские годы журнал имел самый большой тираж среди философских журналов в мире.
В 1949 году по результатам дискуссии, осудившей некритический подход к истории западной философии, издание покинули первый главный редактор Б. М. Кедров и ряд других сотрудников редакции. При новом редакторе Д. И. Чеснокове большое внимание в журнале уделялось «борьбе с космополитизмом» и другим актуальным идеологическим проблемам.
В 1968 году с должности главного редактора был смещён академик М. Б. Митин, после выговора, вынесенного секретарём партийного бюро Института философии АН СССР Л. Н. Митрохиным. Основанием послужило обвинение Митина в плагиате текстов необоснованно репрессированного Я. Э. Стэна.
В 1973 году усилилось административное давление на редакционную коллегию журнала, главным редактором которого тогда был И. Т. Фролов, в прошлом помощник П. Н. Демичева, секретаря ЦК КПСС по идеологии. Руководил кампанией секретарь по идеологии Московского горкома КПСС В. Н. Ягодкин. На городском партийном активе он обвинил журнал в отступлении от принципа партийности. Своё выступление Ягодкин закончил словами: «Учёному совету Института философии АН СССР давно пора обсудить работу журнала с принципиальных позиций». После критики в институте заместитель главного редактора М. К. Мамардашвили был вызван в Отдел пропаганды ЦК КПСС для «проработки». Однако дальше кампания пошла не столь гладко, как рассчитывали её организаторы.
И. Т. Фролов заявил в ЦК КПСС, что доклад Ягодкина по отношению к журналу односторонне негативный. А статьи К. М. Кантора и Б. Г. Юдина, которые Ягодкин и его группа критиковали, на самом деле являются выполнением указаний ЦК КПСС. В первом номере журнала за 1974 года вышла редакционная статья Фролова «С позиций партийности», которая стала очередным ответом «проработчикам» во главе с Ягодкиным. В частности, там было сказано, что «Порой бесталанность, непрофессиональность рядятся в тогу „ультрапартийности“, прикрываются громкими фразами».
5 февраля 1974 года состоялось очередное обсуждение журнала на заседании учёного совета Института философии АН СССР, оно прошло в спокойном благоприятном для журнала тоне. 19 мая 1974 года статья Фролова «С позиций партийности» была раскритикована на совещании в Отделе науки и учебных заведений ЦК КПСС. Решение об изменении состава редколлегии было принято Президиумом АН СССР за три дня до этого, 16 мая, из неё были выведены М. К. Мамардашвили, Б. А. Грушин, Ю. А. Замошкин и введены оппоненты Фролова — М. Т. Иовчук, Г. Е. Глезерман, Б. С. Украинцев. 17—18 июня 1974 года состоялось обсуждение журнала на заседании специализированного учёного совета по философским наукам АОН при ЦК КПСС, вопреки традиции Фролов отказался каяться и защищался.
Ягодкин грозился закрыть сам журнал. Летом 1975 года, в преддверии XXV съезда КПСС Ягодкин готовил резкое идеологическое выступление при участии команды «спичрайтеров», включая С. Н. Семанова. Под давлением Ягодкина Президиум Академии наук отменил своё решение о назначении директором Института философии И. Т. Фролова. Критика Фролова продолжалась ещё некоторое время и сошла на нет одновременно со снятием Ягодкина с поста секретаря МГК.
С 1989 года издательством «Правда» в качестве приложения к журналу выпускалась книжная серия «Из истории отечественной философской мысли».
В 2007 году коллективу журнала присуждена медаль «Символ Науки».
| Главный редактор                 | Годы      |
| -------------------------------- | --------- |
| акад. Б. М. Кедров               | 1947—1949 |
| д. филос. н. Д. И. Чесноков      | 1949—1952 |
| акад. Ф. В. Константинов         | 1952—1954 |
| член-корр. АН СССР М. Д. Каммари | 1954—1959 |
| д. филос. н. А. Ф. Окулов        | 1959—1960 |
| акад. М. Б. Митин                | 1960—1967 |
| акад. И. Т. Фролов               | 1968—1977 |
| д.филос.н. В. С. Семёнов         | 1977—1987 |
| акад. В. А. Лекторский           | 1988—2009 |
| д.филос.н. Б. И. Пружинин        | с 2009    |

## Редакционная коллегия
В настоящее время в состав редколлегии входят: акад. К. В. Анохин, д.филос.н. В. А. Бажанов, акад. А. А. Гусейнов, д.филос.н. В. К. Кантор, акад. В. А. Лекторский, акад. В. Л. Макаров, акад. В. Н. Руденко, д.филос.н. А. М. Руткевич, акад. А. В. Смирнов, д.филос.н. Н. Н. Трубникова (зам. главного редактора), д.б.н. Т. В. Черниговская, д.филос.н. Т. Г. Щедрина (отв. секретарь), член-корр. РАН А. В. Юревич.